# Švédská asociace šachových počítačů
Švédská asociace šachových počítačů (Swedish Chess Computer Association, SSDF) je organizace, která testuje šachové programy tím, že hrají proti sobě a vytváří žebříček šachových počítačů. Tuto činnost dělá již od r. 1984.
V roce 2000 byla hodnocení šachových motorů v ratingovém žebříčku SSDF kalibrována hrou proti lidem, hodnocení všech programů se pak snížilo o 100 bodů.
Žebříček SSDF je jedním ze statisticky významných měření síly šachového motoru, zejména ve srovnání s turnaji, protože zahrnuje výsledky tisíců her hraných na standardním hardwaru při vážném tempu hry, proto je také aktualizován jen 2-3x ročně. Seznam uvádí nejen absolutní hodnocení, ale také odchylku chyb, výherní procenta, počty odehraných her a průměrné hodnocení soupeřů,
Aktuální testovací platforma SSDF zahrnuje AMD Ryzen 7 1800X 8-Core 3,6 GHz s 16 GB paměti RAM a 64bitový operační systém. Na této platformě se organizátoři rozhodli přidat 6-kamennou databázi koncových her Syzygy nainstalovanou na SSD pro programy, které ji mohou používat.  Pro program Leela Chess Zero (Lc0) je podstatný grafický procesor.
Od roku 1984 do roku 2023 se hodnocení nejlepšího programu SSDF zvýšilo o 1955 bodů, v průměru o 50 bodů ročně, na aktuálně nejvyšší hodnotu 3586 bodů.
| Rok  | Program                    | Hardware                  | Rating |
| ---- | -------------------------- | ------------------------- | ------ |
| 1984 | Novag Super Constellation  | 6502 4 MHz                | 1631   |
| 1985 | Mephisto Amsterdam         | 68000 12 MHz              | 1827   |
| 1986 | Mephisto Amsterdam         | 68000 12 MHz              | 1827   |
| 1987 | Mephisto Dallas            | 68020 14 MHz              | 1923   |
| 1988 | Mephisto MM 4 Turbo Kit    | 6502 16 MHz               | 1993   |
| 1989 | Mephisto Portorose         | 68020 12 MHz              | 2027   |
| 1990 | Mephisto Portorose         | 68030 36 MHz              | 2138   |
| 1991 | Mephisto Vancouver         | 68030 36 MHz              | 2127   |
| 1992 | Chess Machine Schröder 3.0 | ARM2 30 MHz               | 2174   |
| 1993 | Mephisto Genius 2.0        | 486/50-66 MHz             | 2235   |
| 1994 | Mephisto Genius 2.0        | 486/50-66 MHz             | 2246   |
| 1995 | MChess Pro 5.0             | Pentium 90 MHz            | 2306   |
| 1996 | Rebel 8.0                  | Pentium 90 MHz            | 2337   |
| 1997 | HIARCS 6.0                 | 49MB Pentium 200 MHz MMX  | 2418   |
| 1998 | Fritz 5.0 PB29%            | 67MB Pentium 200 MHz MMX  | 2460   |
| 1999 | Chess Tiger 12.0 DOS       | 128MB K6-2 450 MHz        | 2594   |
| 2000 | Fritz 6.0                  | 128MB K6-2 450 MHz        | 2607   |
| 2001 | Chess Tiger 14.0 CB        | 256MB Athlon 1200 MHz     | 2709   |
| 2002 | Deep Fritz 7.0             | 256MB Athlon 1200 MHz     | 2759   |
| 2003 | Shredder 7.04 UCI          | 256MB Athlon 1200 MHz     | 2791   |
| 2004 | Shredder 8.0 CB            | 256MB Athlon 1200 MHz     | 2800   |
| 2005 | Shredder 9.0 UCI           | 256MB Athlon 1200 MHz     | 2808   |
| 2006 | Rybka 1.2                  | 256MB Athlon 1200 MHz     | 2902   |
| 2007 | Rybka 2.3.1 Arena          | 256MB Athlon 1200 MHz     | 2935   |
| 2008 | Deep Rybka 3               | 2GB Q6600 4-core 2.4 GHz  | 3238   |
| 2009 | Deep Rybka 3               | 2GB Q6600 4-core 2.4 GHz  | 3232   |
| 2010 | Deep Rybka 3               | 2GB Q6600 4-core 2.4 GHz  | 3227   |
| 2011 | Deep Rybka 4               | 2GB Q6600 4-core 2.4 GHz  | 3216   |
| 2012 | Deep Rybka 4 x64           | 2GB Q6600 4-core 2.4 GHz  | 3221   |
| 2013 | Komodo 5.1 MP x64          | 2GB Q6600 4-core 2.4 GHz  | 3241   |
| 2014 | Komodo 7.0 MP x64          | 2GB Q6600 4-core 2.4 GHz  | 3295   |
| 2015 | Stockfish 6 MP x64         | 2GB Q6600 4-core 2.4 GHz  | 3334   |
| 2016 | Komodo 9.1 MP x64          | 2GB Q6600 4-core 2.4 GHz  | 3366   |
| 2017 | Komodo 11.01 MP x64        | 16GB 1800X 8-core 3.6 GHz | 3406   |
| 2018 | Stockfish 9 MP x64         | 16GB 1800X 8-core 3.6 GHz | 3502   |
| 2019 | Stockfish 10 MP x64        | 16GB 1800X 8-core 3.6 GHz | 3529   |
| 2020 | Stockfish 12 nnue MP x64   | 16GB 1800X 8-core 3.6 GHz | 3573   |
| 2021 | Stockfish 13 MP x64        | 16GB 1800X 8-core 3.6 GHz | 3578   |
| 2022 | Lc0 0.28.2 CUDA 611213     | NVIDIA GeForce RTX 3060Ti | 3575   |
| 2023 | Lc0 0.29.0 CUDA 80854      | NVIDIA GeForce RTX 3060Ti | 3586   |